# Lista de viagens presidenciais de Claudia Sheinbaum
Esta é uma lista das viagens presidenciais internacionais realizadas por Claudia Sheinbaum, a 66.ª e atual Presidente do México. Sheinbaum, filiada ao partido político Movimento Regeneração Nacional (MORENA), assumiu o cargo em 1 de outubro de 2024 (há 6 meses e 27 dias), após vencer as eleições gerais daquele ano.
Dentre as plataformas de governo apresentadas durante a sua campanha presidencial, Sheinbaum defendeu uma maior colaboração com os Estados Unidos e com os demais países da América Central para elevar a qualidade de vida da população fronteiriça e reduzir o fluxo de imigração ilegal na região. Sheinbaum também propôs fortalecer as relações comerciais mexicanas com outros países do continente, como Brasil e Argentina enquanto implanta uma maior regulamentação sobre produtos de origem chinesa.

Desde o início de seu mandato, Sheibaum realizou 1 viagem internacional na qual visitou 1 nação, sendo seu primeiro destino oficial o Brasil, onde participou da 19.ª Cúpula do G20, no Rio de Janeiro entre 18 e 19 de novembro.

## Lista de viagens por país
| Número de visitas | País   |
| ----------------- | ------ |
| 1 visita          | Brasil |

## 2024
| País | País   | Cidade/Região  | Período           | Anfitrião                 | Detalhes |
| ---- | ------ | -------------- | ----------------- | ------------------------- | --- |
| 1    | Brasil | Rio de Janeiro | 18—19 de novembro | Luiz Inácio Lula da Silva | Em sua primeira viagem internacional presidencial, Sheinbaum participou da 19.ª reunião de cúpula do G20 no Museu de Arte Moderna do Rio de Janeiro. Sheinbaum optou por viajar em voo comercial e realizou uma escala na Cidade do Panamá, onde reuniu-se com membros do corpo diplomático panamenho, antes de desembarcar no Aeroporto Internacional do Galeão em 17 de novembro. Durante a cimeira, Sheinbaum declarou buscar maior protagonismo do México nas deciões de impacto global e reafirmou seu compromisso nos esforços internacionais de combate à insegurança alimentar, pobreza e preservação ambiental. Paralelamente, Sheinbaum realizou reuniões bilaterais com o Presidente francês Emmanuel Macron, o Primeiro-ministro britânico Keir Starmer e o Primeiro-ministro indiano Narendra Modi. |

## Eventos multilaterais
| Organização | Ano                               | Ano                            | Ano                         | Ano                         | Ano                         | Ano                         |
| Organização | 2024                              | 2025                           | 2026                        | 2027                        | 2028                        | 2029                        |
| --- | --------------------------------- | ------------------------------ | --------------------------- | --------------------------- | --------------------------- | --------------------------- |
| AGNU (ONU) | 24 de setembro, Nova Iorque       | 9–23 de setembro, Nova Iorque  | A ser definido, Nova Iorque | A ser definido, Nova Iorque | A ser definido, Nova Iorque | A ser definido, Nova Iorque |
| APEC | 15–16 de novembro, Lima           | Novembro, Gyeongju             | A ser definido              | A ser definido              | A ser definido              | A ser definido              |
| G20 | 18-19 de novembro, Rio de Janeiro | 22–23 de novembro, Joanesburgo | A ser definido              | A ser definido              | A ser definido              | A ser definido              |
| CdA (OEA) | —                                 | Outubro, Punta Cana            | A ser definido              | A ser definido              | A ser definido              | A ser definido              |
| ██ = Evento futuro ou previsto ██ = Claudia Sheinbaum não compareceu ou foi representada por outro membro do Gabinete do México. |                                   |                                |                             |                             |                             |                             |